# Dryashed
Dryashed är en typ av hed som förekommer på kalkrika marker i fjälltrakterna. Namnet kommer av att hedarna domineras av mattor av fjällsippa (Dryas octopetala), men även många andra och sällsynta fjällväxter växer där.

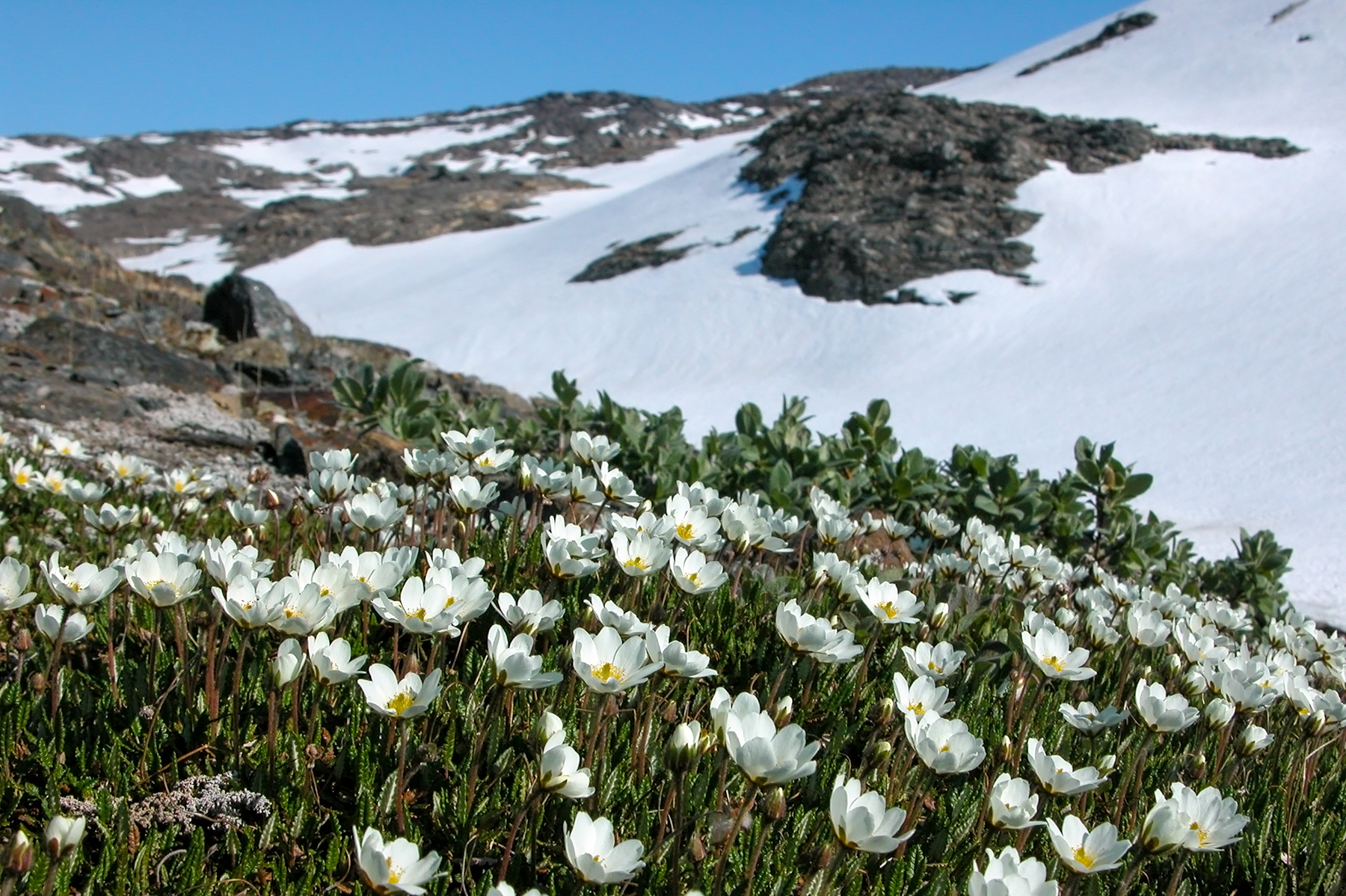
Fjällsippor i Rago nationalpark, Norge.
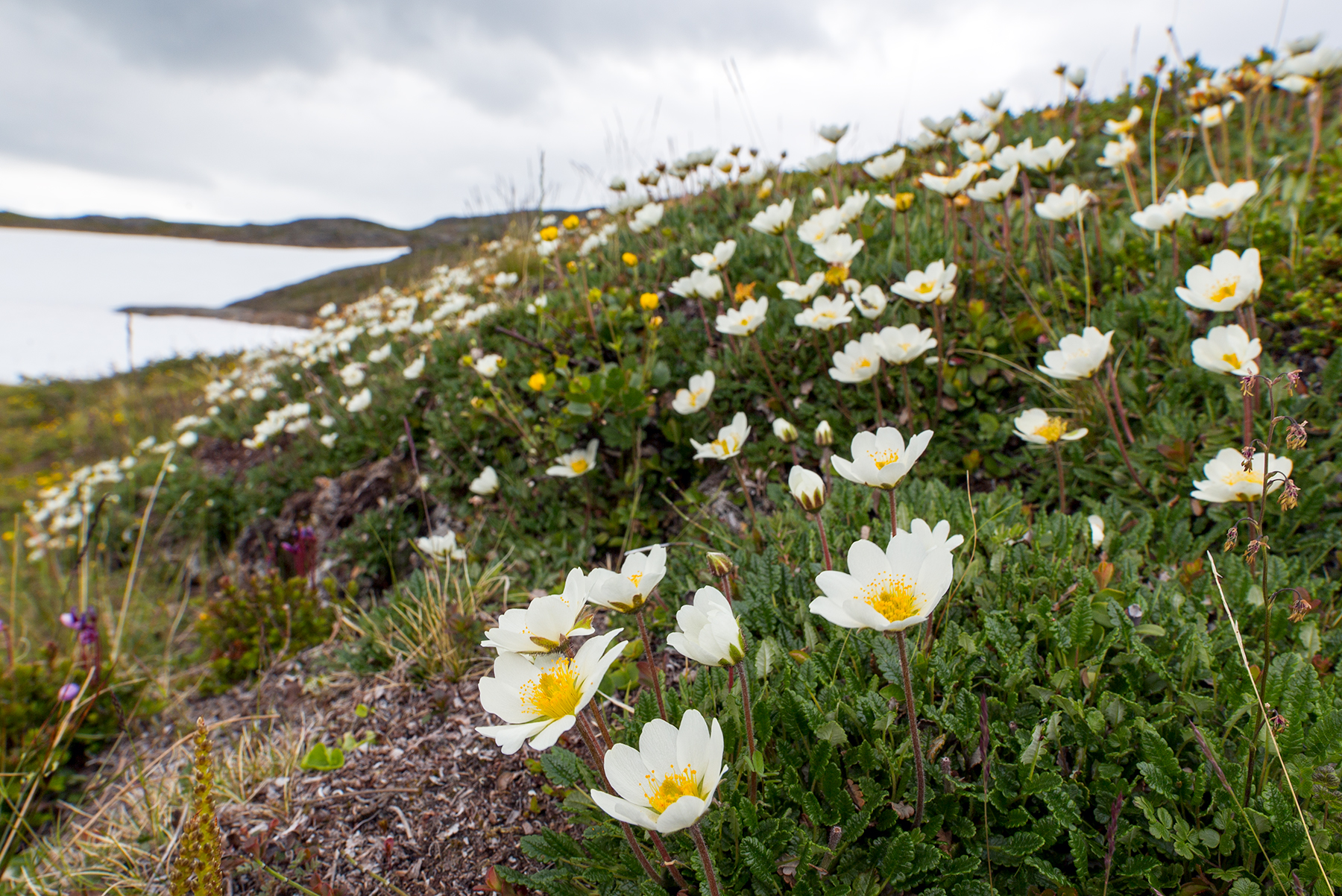
Kalkrika marker i västra Padjelanta.